# درک دالی
دِرِک پاتریک دالی (انگلیسی: Derek Patrick Daly؛ زادهٔ ۱۱ مارس ۱۹۵۳ در بالینتیر، دوبلین) رانندهٔ سابق مسابقات اتومبیل‌رانی اهل جمهوری ایرلند است که از فصل ۱۹۷۸ تا ۱۹۸۲ در مجموع در ۶۴ گراند پری از مسابقات جهانی فرمول یک شرکت کرد.
او در طول دوران فعالیت خود در فرمول یک، ۱۵ امتیاز را به نام خود به‌ثبت رساند.